# Tiểu tiện
Tiểu tiện (hay đái, tè) là hoạt động của cơ quan bài tiết nước tiểu thông qua ống đái. Chất lỏng từ nước uống sẽ được trữ lại ở bóng đái và sau đó sẽ thoát ra ngoài thông qua bộ phận sinh dục. Sản phẩm của tiểu tiện ở thể lỏng, có màu vàng hay màu trong và được gọi là nước tiểu hay nước đái, có mùi khai (Amonia{\displaystyle {\ce {NH3}}}).

## Tiểu tiện ở người

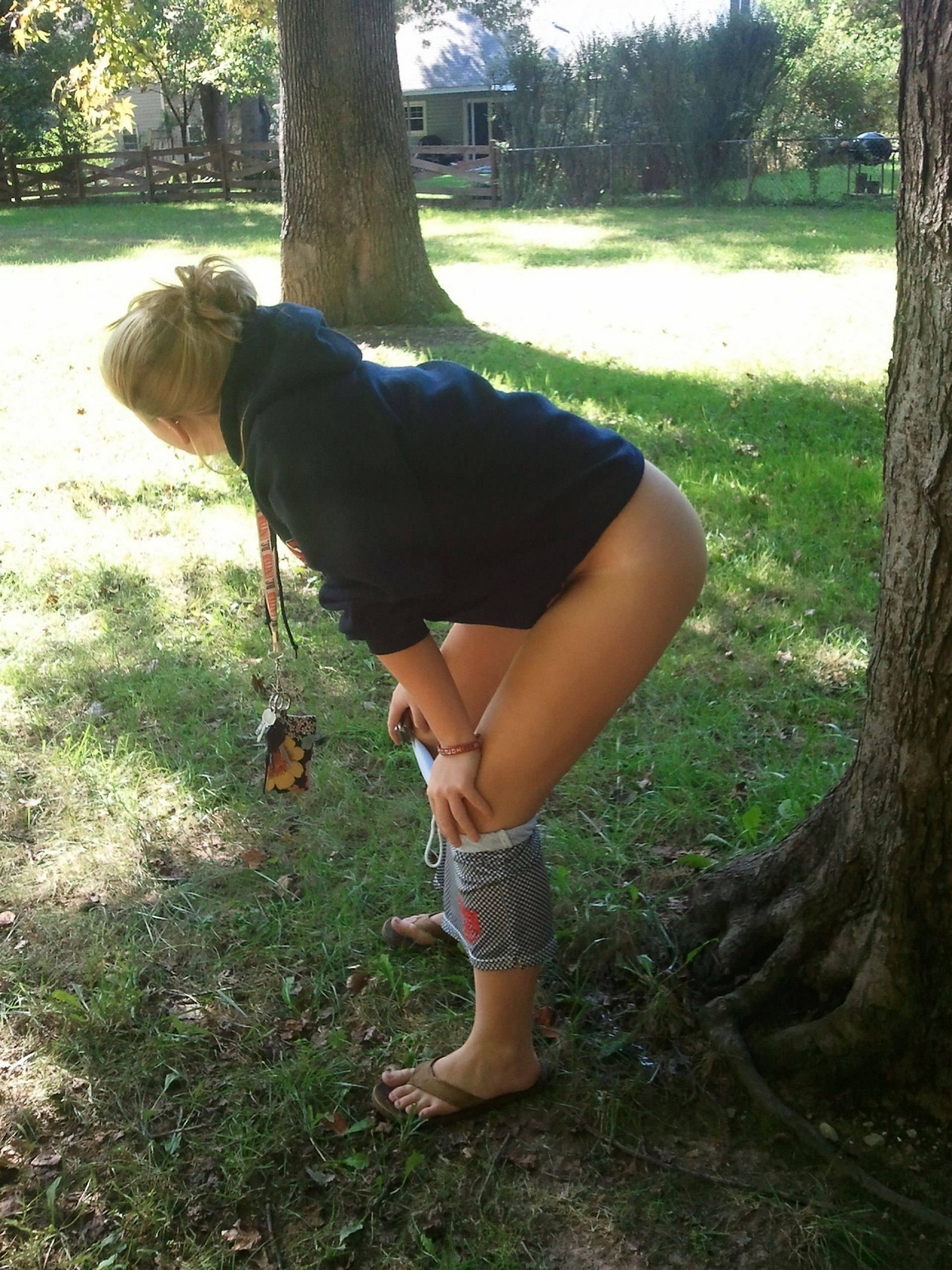
Một phụ nữ đang tiểu tiện.

Nói cách khác, tiểu tiện hay gọi là việc đi tiểu là một quá trình, khi nước tiểu trong bàng quang đầy đến đến một ngưỡng nhất định gây ra một phản xạ thần kinh, gọi là phản xạ tiểu, khi đó nước tiểu sẽ tự động được tống ra ngoài theo đường niệu đạo. Tuy nhiên đi tiểu cũng được điều khiển do ý thức của con người.